# Palaeaspilates rufaria
Palaeaspilates rufaria är en fjärilsart som beskrevs av W. Warren 1896. Palaeaspilates rufaria ingår i släktet Palaeaspilates och familjen mätare. Inga underarter finns listade i Catalogue of Life.